# Франсіско Родрігез
Франсіско Родрігез (порт. Francisco Rodrigues, 27 червня 1925, Сан-Паулу — 30 жовтня 1988, Сан-Паулу) — бразильський футболіст, що грав на позиції нападника, зокрема, за клуби «Флуміненсе» та «Палмейрас», а також національну збірну Бразилії.
Переможець Ліги Каріока. Переможець Ліги Пауліста. 

## Клубна кар'єра
Народився 27 червня 1925 року в місті Сан-Паулу. Вихованець футбольної школи клубу «Іпіранга» (Сан-Паулу). Дорослу футбольну кар'єру розпочав 1942 року в основній команді того ж клубу, в якій провів два сезони. 
Своєю грою за цю команду привернув увагу представників тренерського штабу клубу «Флуміненсе», до складу якого приєднався 1945 року. Відіграв за команду з Ріо-де-Жанейро наступні п'ять сезонів своєї ігрової кар'єри. Більшість часу, проведеного у складі «Флуміненсе», був основним гравцем атакувальної ланки команди. У складі «Флуміненсе» був одним з головних бомбардирів команди, маючи середню результативність на рівні 0,47 голу за гру першості.
1950 року уклав контракт з клубом «Палмейрас», у складі якого провів наступні п'ять років своєї кар'єри гравця. Граючи у складі «Палмейраса» також здебільшого виходив на поле в основному складі команди. В новому клубі був серед найкращих голеодорів, відзначаючись забитим голом в середньому щонайменше у кожній третій грі чемпіонату.
Згодом з 1955 по 1959 рік грав у складі команд «Ботафогу», «Палмейрас», «Жувентус» (Сан-Паулу) та «Пауліста».
Завершив професійну ігрову кар'єру у клубі «Росаріо Сентраль», за команду якого виступав протягом 1960—1961 років.

## Виступи за збірну
1950 року дебютував в офіційних матчах у складі національної збірної Бразилії. Протягом кар'єри у національній команді провів у її формі 20 матчів, забивши 7 голів.
У складі збірної був учасником Чемпіонату Південної Америки 1953 року у Перу, де разом з командою здобув «срібло».
Був присутній в заявці збірної на чемпіонаті світу 1950 року у Бразилії, де разом з командою здобув «срібло», але на поле не виходив.
У складі збірної був учасником чемпіонату світу 1954 року у Швейцарії, де зіграв з Мексикою (5-0) і Югославією (1-1).
Помер 30 жовтня 1988 року на 64-му році життя у місті Сан-Паулу.

## Титули і досягнення

### Командні
- Переможець Ліги Каріока (1):

«Флуміненсе»: 1946
- Переможець Ліги Пауліста (1):

«Палмейрас»: 1950
- Віце-чемпіон світу: 1950
- Переможець Панамериканського чемпіонату: 1952
- Срібний призер Чемпіонату Південної Америки: 1953

### Особисті
- Найкращий бомбардир Ліги Каріока: 1946 (28)